# Malicherla
Malicherla es una ciudad censal situada en el distrito de Vizianagaram en el estado de Andhra Pradesh (India). Su población es de 5229 habitantes (2011). Se encuentra a 5 km de Vizianagaram .

## Demografía
Según el censo de 2011 la población de Malicherla era de 5229 habitantes, de los cuales 2596 eran hombres y 2633 eran mujeres. Malicherla tiene una tasa media de alfabetización del 68,48%, superior a la media estatal del 67,02%: la alfabetización masculina es del 76,31%, y la alfabetización femenina del 60,77%.